# Berdoues-Ponsampère
Berdoues-Ponsampère è un antico Comune del Dipartimento di Gers, esistito dal 1973 al 1994. 
Berdoues-Ponsampère è stato creato nel 1973 dalla fusione dei due distinti comuni di Berdoues e di Ponsampère. Nel 1994 poi è stato soppresso e sostituito dai due stessi comuni originari ancora una volta separati.